# Aeschynomene debilis
Aeschynomene debilis är en ärtväxtart som beskrevs av John Gilbert Baker. Aeschynomene debilis ingår i släktet Aeschynomene och familjen ärtväxter. Inga underarter finns listade i Catalogue of Life.